# روجر فوتو
روجر فوتو هو رسام كندي، ولد في 13 ديسمبر 1923 في مونتريال في كندا.